# Ясьвіли
Ясьвіли (пол. Jaświły) — село в Польщі, у гміні Ясвіли Монецького повіту Підляського воєводства.
Населення — 575 осіб (2011).
У 1975-1998 роках село належало до Білостоцького воєводства.

## Демографія
Демографічна структура станом на 31 березня 2011 року:
|          | Загалом | Допрацездатний вік | Працездатний вік | Постпрацездатний вік |
| -------- | ------- | ------------------ | ---------------- | -------------------- |
| Чоловіки | 277     | 67                 | 185              | 25                   |
| Жінки    | 298     | 61                 | 167              | 70                   |
| Разом    | 575     | 128                | 352              | 95                   |